# Manolo González (entrenador)
José Manuel González Álvarez, más conocido como Manolo González (Folgoso de Caurel, 14 de enero de 1979), es un exfutbolista y entrenador de fútbol español, que actualmente dirige al Real Club Deportivo Espanyol de la Primera División.

## Carrera deportiva
Manolo González sufrió una grave lesión como jugador, que le provocó su prematura retirada, con 21 años recién cumplidos. 
Años más tarde, iniciaría su etapa como entrenador dirigiendo a los juveniles del Sant Gabriel, teniendo que compaginar los banquillos trabajando como conductor de autobuses urbanos. 
Ha sido nombrado una vez mejor entrenador de Tercera División por Radio Marca en la temporada 2013-14 y dos veces mejor entrenador de Segunda B en las temporadas 2014-15 y en la 2016-17. 
En la temporada 2013-14 entrena al CF Montañesa del Grupo V de Tercera División. Finaliza segundo y juega el playoff, por lo que logra la mejor clasificación de la historia del club. 
En la temporada 2014-15, regresa al banquillo del CF Badalona de la Segunda División B, en el que estaría durante 4 temporadas.
En la campaña 2016-17 mantuvo al club badalonés durante toda la Liga en los primeros puestos de la clasificación, acabando finalmente en quinta posición a un solo punto del playoff. 
En la temporada 2018-19, realizó una gran segunda vuelta, sumando siete victorias consecutivas, clasificándolo para la Copa del Rey.
En la temporada 2018-19, firma como entrenador del CD Ebro del Grupo III de la Segunda División B.
En las filas del CD Ebro llegaría hasta los dieciseisavos de final de la Copa del Rey, siendo eliminado por el Valencia CF, perdiendo en ambos encuentros contra el conjunto "che".
El 7 de octubre de 2019, regresa al banquillo del CF Badalona del Grupo III de la Segunda División B, en la que sería su tercera etapa en el banquillo catalán.
El 11 de enero de 2020, lograría eliminar al Getafe CF en la segunda eliminatoria de la Copa del Rey, tras vencer por dos goles a cero.
En la temporada 2020-21, vuelve a dirigir al CF Badalona del Grupo III de la Segunda División B.
El 7 de junio de 2021, firma como entrenador de la Sociedad Cultural y Recreativa Peña Deportiva de la Segunda División RFEF.
En la temporada 2021-22, queda 3º en el Grupo III de Segunda RFEF llegando a la final de los playoff de ascenso a Primera RFEF.
El 11 de julio de 2023 es presentado como nuevo entrenador del Real Club Deportivo Espanyol "B" del Grupo III de la Segunda División RFEF.
El 12 de marzo de 2024, tras la destitución de Luis Miguel Ramis, se convierte en nuevo entrenador del Real Club Deportivo Espanyol de la Segunda División de España hasta el final de la temporada. Tres meses después, en junio, logró el ascenso a Primera División tras derrotar al Sporting de Gijón y al Real Oviedo en la promoción.
En la temporada 2024/2025, Manolo González se hizo con el premio a Mejor Entrenador de LALIGA EA SPORTS en abril tras conseguir tres victorias consecutivas, que le permiten alejarse de los puestos de descenso a pocas jornadas de terminar la competición.

## Trayectoria como entrenador
| Club                                          | País   | Año             |
| --------------------------------------------- | ------ | --------------- |
| CF Montañesa                                  | España | 2013-2014       |
| CF Badalona                                   | España | 2014-2018       |
| CD Ebro                                       | España | 2018-2019       |
| CF Badalona                                   | España | 2019-2021       |
| Sociedad Cultural y Recreativa Peña Deportiva | España | 2021-2023       |
| Real Club Deportivo Espanyol "B"              | España | 2023-2024       |
| Real Club Deportivo Espanyol                  | España | 2024-actualidad |